# Ala (lovas csapat)
Az ala, a Római Birodalom hadseregének egyik segédcsapata.

## Felépítése
Római polgárjoggal nem rendelkező lovas katonákból állt. Parancsnoka a lovagrendi Praepositus volt. 25 év szolgálat után az ala katonái római polgárjogot kaptak.

## Hadrend
Jellemzően a jobb- illetve a balszárnyon helyezkedtek el a csatatéren. A császárság idején önállóan tevékenykedtek, jellemzően helyőrségi feladatokat ellátva. 500-1000 emberből állt egy ala, amely  turmákra és a decuriákra volt osztva. Parancsnoka a praefectus alae. A császárság idejében kb 120 hadtest működött.